# Mariusz Kalandyk
Mariusz Kalandyk (ur. 1963) – polski poeta i krytyk literacki.
Laureat Nagrody Poetyckiej im. Kazimiery Iłłakowiczówny 1997 za najlepszy poetycki debiut roku za tom Powrót Atanaryka. Członek redakcji kwartalnika Nowa Okolica Poetów. Redaktor naczelny Kwartalnika Edukacyjnego. Publikował m.in. we Frazie, Gazecie Wyborczej i Toposie.

## Książki
- Powrót Atanaryka (Stowarzyszenie Literacko-Artystyczne Fraza, Rzeszów 1997)
- Timbuktu - fuga (Nowy Świat, Warszawa 2001)
- Karczma Rzym (Podkarpacki Instytut Książki i Marketingu, Rzeszów 2006)
- Cmentarz gołębi (InAltum, Kraków 2009)
- Szrama - deuteronimy (WBPiCAK, Poznań 2019)
- Poetycki światopogląd Jarosława Marka Rymkiewicza. Próba antropologii literackiej (Księgarnia Akademicka, Kraków 2015)
- Wyznania miłosne (na czas zarazy) (Stowarzyszenie Literacko-Artystyczne Fraza, Rzeszów 2021)
- analogie paralele (poemat epistemologiczny) (Stowarzyszenie Literacko-Artystyczne Fraza, Rzeszów 2023)